# マックボンボン
マックボンボンは、志村健（のちの志村けん）がザ・ドリフターズの付き人時代に一時独立して、同じ付き人同士で組んでいたお笑いコンビである。渡辺プロダクション所属。

## 歴史
1971年、志村健（のちの志村けん）が井山淳と結成、井山の脱退（失踪）後は福田正夫とコンビを組んだ。
結成当初は「チャーミングコンビ」だったが、ザ・ドリフターズ（以下「ドリフ」）のリーダーで志村の師匠であるいかりや長介から「お前らは絶対チャーミングじゃない」との指摘により改名した。
1972年5月の日劇『小柳ルミ子ショー』でデビューし、井山のボケに対して、志村が立ったままの姿勢から、井山の顔面に足でツッコミを入れるなど、志村が敬愛するコント55号の影響を受けた、身体を張ったネタが評判となる。その後、小柳ルミ子、天地真理、いしだあゆみ、森進一、沢田研二、鶴田浩二、三波春夫などの前座も務めるようになった。小柳ルミ子は、自身のショーの前座を務めるマックボンボンの動きの激しい芸を、すぐ後に自分の出番があるにもかかわらず舞台袖で夢中になって見ており、また終演後に志村が相方に「あの間が悪かった」とダメ出ししていたと証言している。また志村は1歳サバを読んでいた。若松町の銭湯で終まい湯時にそうじを手伝う代わりにそのあと二人で練習をしていた。
1972年10月には早くも初のレギュラーにして初司会、そしてコンビ名の付いた「冠番組」である『ぎんぎら!ボンボン!』（『シャボン玉ホリデー』の後番組）への出演が決まり、更には翌1月の日劇沢田研二ショーへの出演も決まる。師匠のいかりやは、ネタのストックも無いままテレビに出演することに難色を示し反対する。そのいかりやの不安は的中し、知名度の低さとワンパターンなネタがすぐに飽きられ、視聴率不振により番組は1クール（3か月）で打ち切りとなった。その失敗により、ショックを受けた当時の相方である井山が失踪し、連絡が取れなくなった渡辺プロダクションは井山を契約解除とし、ドリフの付き人からも除名した。
73年には別役実映画に主演する予定であった。
このため志村は、ドリフの付き人の一人であった福田正夫を次の相方として選び、新生「マックボンボン」を出発させる。ぎんぎら!ボンボン!は『シャボン玉ボンボン』にリニューアルされ、志村は福田との新生マックボンボンで出演した。しかし、シャボン玉ボンボンも番組内コントが廃止されて歌謡番組となり、3ヶ月で終了する。元自衛隊員の福田は元々お笑い芸人志向ではなく、常々「お笑いじゃなくてもやっていける」と公言し、練習に身を入れることもなかった。仲本工事は後にこの頃の福田について「全くやる気がなく、志村がウンウン唸りながらひとりでネタ出ししている脇で転職情報誌を読んでいるようなやつだった」と述懐している。
73年にドリフの浅草国際公園に出演するなど福田になってからも一定の活動はあったものの、結局コンビは自然消滅となり福田は芸能界を引退。志村は再びドリフの付き人に戻った。程なくして、ドリフは荒井注のグループ脱退が決定して、志村が後任のメンバーに選ばれ、1974年4月から志村はドリフのメンバーとなった。
1974年正月用に渡辺プロ所属芸能人が一堂に会した集合写真があり、最前列は中央に渡辺プロ社長を挟んでザ・ピーナッツがいるほか主要女性陣。2列目が主要男性陣で、中央の森進一、布施明、沢田研二を挟んで左側がザ・ドリフターズ（荒井注を含む）、右側がクレージーキャッツで対を成している。ザ・ドリフターズとは離れてマックボンボンの2人が後列右端に写っているが、キャプション説明では「一人おいて、志村健」と福田の名前を飛ばしている。健の字は漢字で当時の芸名。マックボンボンのコンビ名は記述なし。
コンビのネタは、志村がすべて考えており、志村が考えている横で福田は新聞の求人広告を見ていたといい、ドリフメンバーの仲本工事は当時のことを振り返って「志村はやる気があったから、付き人やりながら自分でコンビ組んで、営業の仕事もしてたんです。本当に一生懸命でしたね。」と語っている。
2019年7月31日の「あいつ今何してる?」で、井山と若松町の銭湯の女将が出演して消息を伝えている。またこの際には、二人で約4年暮らした若松町のアパートを訪ねに行った。

## メンバー
全員ドリフの付き人だった。
- 志村健(志村ケンとの表記時期もあり・後の志村けん） - ツッコミ・ネタ作り担当
- 井山淳 - ボケ担当
- 福田正夫